# Boston-Marathon 1967
| 71. Boston-Marathon    | 71. Boston-Marathon        |
| ---------------------- | -------------------------- |
| Stadt                  | Boston, Vereinigte Staaten |
| Datum                  | 19. April 1967             |
| Distanz                | 42,195 Kilometer           |
| Sieger                 |                            |
| Männer                 | Dave McKenzie (2:15:45 h)  |
| Frauen                 | Roberta Gibb (3:27:17 h)   |
| ← Boston-Marathon 1966 | Boston-Marathon 1968 →     |
| Website                | Offizielle Website         |

Der Boston-Marathon 1967 war die 71. Ausgabe der jährlich stattfindenden Laufveranstaltung in Boston, Vereinigte Staaten. Der Marathon fand am 19. April 1967 statt.
Bei den Männern gewann Dave McKenzie in 2:15:45 h und bei den Frauen Roberta Gibb in 3:27:17 h.

## Ergebnisse

### Männer
| Platz | Athlet           | Land                   | Zeit (h) |
| ----- | ---------------- | ---------------------- | -------- |
| 01    | Dave McKenzie    | Neuseeland             | 2:15:45  |
| 02    | Tom Laris        | Vereinigte Staaten     | 2:16:48  |
| 03    | Yutaka Aoki      | Japan                  | 2:17:17  |
| 04    | Louis Castagnola | Vereinigte Staaten     | 2:17:48  |
| 05    | Antonio Ambu     | Italien                | 2:18:04  |
| 06    | Andrew Boychuk   | Kanada                 | 2:18:17  |
| 07    | Takashi Inoue    | Japan                  | 2:20:41  |
| 08    | Tōru Terasawa    | Japan                  | 2:21:17  |
| 09    | Danny McFadzean  | Vereinigtes Königreich | 2:22:06  |
| 10    | Kalevi Ihaksi    | Finnland               | 2:22:07  |

### Frauen
| Platz | Athlet           | Land               | Zeit (h) |
| ----- | ---------------- | ------------------ | -------- |
| 01    | Roberta Gibb     | Vereinigte Staaten | 3:27:17  |
| 02    | Kathrine Switzer | Vereinigte Staaten | 4:20:02  |